# 朱莉·哈里斯
朱莉·安妮·哈里斯（英語：Julie Anne Harris，1925年12月2日—2013年8月24日），美國女演員，1952年憑她第一套演出的電影《婚禮的成員》（佛烈·辛尼曼導演）提名奧斯卡最佳女主角獎。她亦曾於1955年出演《天倫夢覺》，跟傳奇影星占士·甸拍擋。哈里斯於電影、電視及舞台劇的演出都得到很高的評價，她六十年的職業生涯分別得到艾美獎、東尼獎及葛萊美獎的肯定。2013年8月24日與世長辭，享壽87歲。

## 外部連結
- 互聯網百老匯資料庫（IBDB）上朱莉·哈里斯的資料（英文）
- 朱莉·哈里斯在互联网电影资料库（IMDb）上的資料（英文）
- 互联网外百老汇数据库（IOBDB）上朱莉·哈里斯的資料（英文）
- Julie Harris Documentary and Narration Work. （页面存档备份，存于）
- TonyAwards.com Interview with Julie Harris